# الريان (جازان)
قرية الريان هي مركز وادي جازان وتعتبر الحاضرة الرئيسية له وهو أحد المراكز الإدارية التابعة لمنطقة جازان جنوب غرب السعودية. حيث يقع المركز في المنطقة بين مدينة جازان غرباً وسد وادي جازان شرقاً وتحديداً بين دائرتي عرض 16.53 و 17.03 وخطي طول 42.37 و 42.50 ويحد الوادي إدارياً شمالاً محافظة صبيا وجنوباً الطريق الواصل بين مدينة جازان ومحافظة أبي عريش وشرقاً محافظتا أبي عريش وضمد وغرباً الطريق المؤدي من مدينة جازان إلى محافظة صبيا ومساحته الاجمالية 192 كم مربع تقريباً. ويبلغ عدد القرى الواقعة في الوادي "366" قرية.

## السكان
يزيد عدد سكان مركز وادي جازان عن خمسة وعشرين ألف نسمة.

## المواقع الأثرية

### قرية المنارة
وتقع شرق قرية الكواملة على مفترق الطريق المؤدي إلى الريان والواصلي وهي قرية قديمة جداً مطمورة تحت الرمال وجد بها آثار فخارية وصخرتان كبيرتان عليها نقوش وكتابات وقد ذكرها المؤرخ العلامة «محمد بن أحمد العقيلي».
وقد حافظت عليها إدارة الآثار ويطمح لأن يتم التنقيب عن هذه القرية لتصبح معلماً سياحياً ليس لوادي جازان بل لمنطقة جازان وللمملكة كشاهد على إحدى الحضارات البائدة.

### الأسواق الشعبية
في الوادي كغيره من مراكز ومحافظات المنطقة العديد من الأسواق كسوق الريان وسوق محلية وسوق البديع والقرفي وسوق الواصلي وهناك سوق اسبوعي شعبي يوم السبت من كل اسبوع ويجري تنشيطه ودعمه من قبل الجهات الحكومية حيث انقطع لعدة سنوات.